# Capoetobrama kuschakewitschi kuschakewitschi
Capoetobrama kuschakewitschi kuschakewitschi is een ondersoort van de straalvinnige vissen uit de familie van de eigenlijke karpers (Cyprinidae). De wetenschappelijke naam van de soort is voor het eerst geldig gepubliceerd in 1872 door Kessler.